# Nagykutas
Nagykutas è un comune dell'Ungheria di 466 abitanti (dati 2001). È situato nella contea di Zala.